# Laubach (Hessen)
Laubach is een gemeente in de Duitse deelstaat Hessen, en maakt deel uit van de Landkreis Gießen.
Laubach telt 9.604 inwoners.

## Plaatsen in de gemeente Laubach
- Altenhain
- Freienseen
- Gonterskirchen
- Lauter
- Münster
- Röthges
- Ruppertsburg (met Friedrichshütte)
- Wetterfeld

## Historie
zie graafschap Solms-Laubach
Allendorf (Lumda) ·
Biebertal ·
Buseck ·
Fernwald ·
Gießen ·
Grünberg ·
Heuchelheim ·
Hungen ·
Langgöns ·
Laubach ·
Lich ·
Linden ·
Lollar ·
Pohlheim ·
Rabenau ·
Reiskirchen ·
Staufenberg ·
Wettenberg